# Línea 129 (Montevideo)
La línea 129 fue una línea local del Cerro, unía la intersección de la Avenida Carlos María Ramírez y Ramón Tabárez con la Fortaleza General Artigas en el barrio homónimo.

## Creación
Fue creada en los años ochenta y se caracterizaba por funcionar únicamente los días fines de semana y feriados. Fue suprimida alrededor de la década de 1990, siendo sustituida por la línea L12c . 

## Recorridos
| IDA - Curva de Tabárez - Carlos María Ramírez - Camino Cibils - Holanda - Batlle y Ordóñez - Fortaleza del Cerro | VUELTA - Fortaleza del Cerro - Batlle y Ordóñez - Holanda - Camino Cibils - Carlos María Ramírez - Ramón Tabárez |